# Kawice (stacja kolejowa)
Kawice – zamknięta i zlikwidowana w 1945 roku stacja kolejowa w Kawicach, w gminie Prochowice, w powiecie legnickim, w województwie dolnośląskim, w Polsce. Została otwarta w dniu 1 maja 1923 roku.